# Джеймс Стюарт Блектон
Джеймс Стю́арт Бле́ктон (англ. James Stuart Blackton; 5 січня 1875, Шеффілд, Велика Британія — 13 серпня 1941, Каліфорнія, США) — британський та американський кінорежисер, кінопродюсер, один з засновників фірми «Vitagraph». За професією — художник-карикатурист. Його вважають батьком американської мультиплікації.

## Біографія
1896 року почав працювати в Едісона оператором та конструктором.
Після 1933 року Блектон припинив роботу в кіно.
Загинув в автокатострофі.

## Фільмографія
Режисер:
- 1898 — Грабіжник на даху
- 1898 — Знищимо іспанський прапор (реконструкція хроніки)
- 1898 — Цирк Хитуна-Бовтуна
- 1900 — Зачарований малюнок
- 1907 — мальований фільм «Магічна ручка, що пише сама» та фільм з використанням кінотрюків — «Готель з привидами».
- 1908 — «Макбет».
- 1909 — «Життя Мойсея».
- 1909 — «Знедолені».
- 1910 — «Хатина дядька Тома».
- 1911 — «Паоло та Франческа», «Повість про два міста», «Ярмарок пихи».
- 1915 — «Бойовий заклик світу».
- 1922 — «Славетна пригода» (кольоровий фільм, знятий в Англії)
- 1925 — «Спокута гріхом»

Крім того, екранізував п'єси Шекспіра: «Макбет», «Юлій Цезар», «Річард III», «Ромео і Джульєтта».

## Галерея
- The Enchanted Drawing (1900)
- Humorous Phases of Funny Faces (1906)